# Diplobatis ommata
Diplobatis ommata är en rockeart som först beskrevs av Jordan och Gilbert 1890.  Diplobatis ommata ingår i släktet Diplobatis och familjen Narcinidae. IUCN kategoriserar arten globalt som sårbar. Inga underarter finns listade i Catalogue of Life.